# オルトフェニルフェノール
オルトフェニルフェノール（Orthophenyl phenol、OPPとも。英称2-Phenylphenol）は殺菌剤・防カビ剤の一種。主に柑橘類のポストハーベスト農薬としてビフェニル、チアベンダゾール（TBZ）と共に用いられる。

## 用途
日本において、農薬としては1955年1月20日に登録を受け1969年2月22日に失効した。食品添加物としては、1977年にオルトフェニルフェノール及びそのナトリウム塩が柑橘類の防カビ用食品添加物として認可を受けた。木・竹製割り箸や巻き簀などにも、防カビ剤として使用されているケースがある。

### 認可の経緯
1974年、厚生省（当時。現厚生労働省）は、当時認可を受けていなかったOPP及びTBZ使用と表示されている柑橘類を輸入しないよう警告を出した。1975年4月、農林水産省の技官が保税倉庫中のアメリカ産グレープフルーツに16.9ppmのOPPを検出、厚生省はその一部を廃棄処分にした。アメリカのマスコミが「日本が太平洋をトム・コリンズにした」と大々的に報じたこともあり、輸入業者及びアメリカ合衆国政府は日本政府に対し、OPPの使用を認めるよう強く要求。日本国内の消費者の強い反対があったが、1977年4月30日に厚生労働省はOPPを食品添加物として認可した。当時のこの経緯は、「日米レモン戦争」と呼ばれた。

## 毒性
- 一日摂取許容量は体重1kgあたり1mg。食品添加物として、柑橘類に10ppmが許可されている